# Radicaal 38
Van de in totaal 214 Kangxi-radicalen heeft radicaal 38 de betekenis vrouw / vrouwelijk. Het is een van de eenendertig radicalen die bestaat uit drie strepen.
In het Kangxi-woordenboek zijn er 681 karakters die dit radicaal gebruiken.
De vroegste vormen van dit karakter beeldt een knielende vrouw uit, dit beeld is in de loop der eeuwen geëvolueerd naar een vrouw die op charmante wijze voortschrijdt met haar armen op borsthoogte.
Interessante woorden met het karakter zijn:
| Woord | Pīnyīn   | Vertaling  |
| ----- | -------- | ---------- |
| 女儿  | nǚ ér    | dochter    |
| 女工  | nǚ gōng  | arbeidster |
| 女士  | nǚ shì   | dame       |
| 女王  | nǚ wáng  | koningin   |
| 女子  | nǚ zǐ    | meisje     |
| 子女  | zǐ nǚ    | kinderen   |
| 女皇  | nǚ huáng | keizerin   |

## Karakters met het radicaal 38

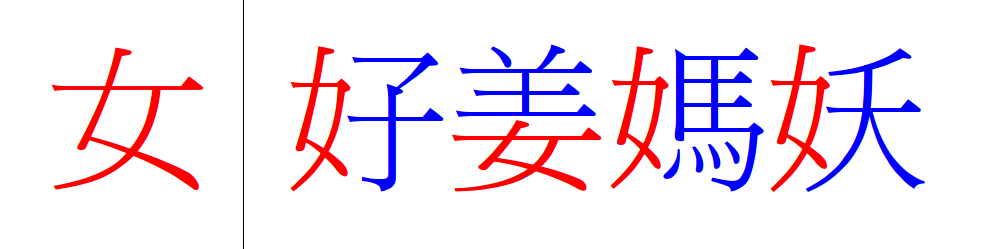
Radicaal 38 in de karakters: 好 姜 媽 en 妖

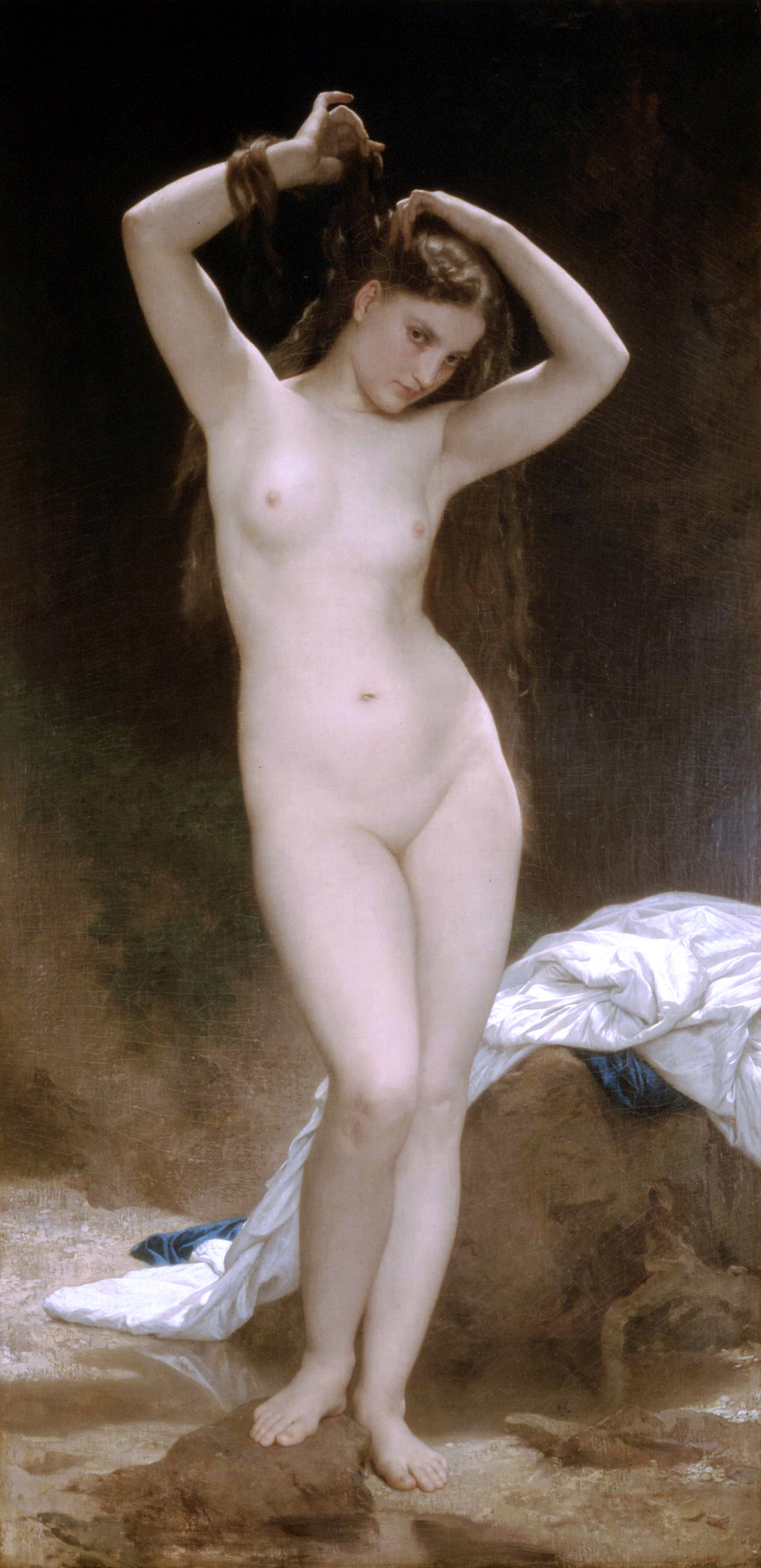
Baadster, door William-Adolphe Bouguereau

| Strepen | Karakter |
| ------- | --- |
| + 0     | 女 |
| + 2     | 奴 奵 奶 |
| + 3     | 奷 奸 她 奺 奻 奼 好 奾 奿 妀 妁 如 妃 妄 妅 妆 妇 妈 娄 |
| + 4     | 妉 妊 妋 妌 妍 妎 妏 妐 妑 妒 妓 妔 妕 妖 妗 妘 妙 妚 妛 妜 妝 妞 妟 妠 妡 妢 妣 妤 妥 妦 妧 妨 妩 妪 妫                                                                                              |
| + 5     | 妬 妭 妮 妯 妰 妱 妲 妳 妴 妵 妶 妷 妸 妹 妺 妻 妼 妽 妾 妿 姀 姁 姂 姃 姄 姅 姆 姇 姈 姉 姊 始 姌 姍 姎 姏 姐 姑 姒 姓 委 姕 姖 姗                                                                   |
| + 6     | 姘 姙 姚 姛 姜 姝 姞 姟 姠 姡 姢 姣 姤 姥 姦 姧 姨 姩 姪 姫 姬 姭 姮 姯 姰 姱 姲 姳 姴 姵 姶 姷 姸 姹 姺 姻 姼 姽 姾 姿 娀 威 娂 娃 娅 娆 娇 娈                                                       |
| + 7     | 娉 娊 娋 娌 娍 娎 娏 娐 娑 娒 娓 娔 娕 娖 娗 娘 娙 娚 娛 娜 娝 娞 娟 娠 娡 娢 娣 娤 娥 娦 娧 娨 娩 娪 娫 娬 娭 娮 娯 娰 娱 娲 娳 娴                                                                   |
| + 8     | 娵 娶 娷 娸 娹 娺 娻 娼 娽 娾 娿 婀 婁 婂 婃 婄 婅 婆 婇 婈 婉 婊 婋 婌 婍 婎 婏 婐 婑 婒 婓 婔 婕 婖 婗 婘 婙 婚 婛 婜 婝 婞 婟 婠 婡 婢 婣 婤 婥 婦 婧 婨 婩 婪 婫 婬 婭 婮 婯 婰 婱 婲 婳 婴 婵 婶 |
| + 9     | 婷 婸 婹 婺 婻 婼 婽 婾 婿 媀 媁 媂 媃 媄 媅 媆 媇 媈 媉 媊 媋 媌 媍 媎 媏 媐 媑 媒 媓 媔 媕 媖 媗 媘 媙 媚 媛媜 媝 媞 媟 媠 媡 媢 媣 媤 媥 媦 媧 媨 媩 媪 媫 媬 媭 媮 媯                             |
| + 10    | 媰 媱 媲 媳 媴 媵 媶 媷 媸 媹 媺 媻 媼 媽 媾 媿 嫀 嫁 嫂 嫃 嫄 嫅 嫆嫇 嫈 嫉 嫊 嫋 嫌 嫍 嫎 嫏 嫐 嫑 嫒 嫓 嫔 嫕 嫖                                                                                   |
| + 11    | 嫗 嫘 嫙 嫚 嫛 嫜 嫝 嫞 嫟 嫠 嫡 嫢 嫣 嫤 嫥 嫦 嫧 嫨 嫩 嫪 嫫 嫬 嫭 嫮 嫯 嫰 嫱 嫲 嫳 嫴 |
| + 12    | 嫵 嫶 嫷 嫸 嫹 嫺 嫻 嫼 嫽 嫾 嫿 嬀 嬁 嬂 嬃 嬄 嬅 嬆 嬇 嬈 嬉 嬊 嬋 嬌 嬍 嬎 嬏 |
| + 13    | 嬐 嬑 嬒 嬓 嬔 嬕 嬖 嬗 嬘 嬙 嬚 嬛 嬜 嬝 嬞 嬟 嬠 嬡 嬢 |
| + 14    | 嬣 嬤 嬥 嬦 嬧 嬨 嬩 嬪 嬫 嬬 嬭 嬮 嬯 嬰 嬱 嬲 嬳 嬴 嬵 嬶 |
| + 15    | 嬷 嬸 嬺 嬻 嬼 |
| + 16    | 嬹 嬽 嬾 嬿 |
| + 17    | 孀 孁 孂 孃 孄 孅 孆 |
| + 18    | 孇 孈 孉 |
| + 19    | 孊 孋 孌 孍 |
| + 21    | 孎 孏 |

Orakelbotkarakter
Bronskarakter
Groot zegelkarakter
Klein zegelkarakter